# Distrito electoral de Bellevue Second I (condado de Sarpy, Nebraska)
Bellevue Second I (en inglés: Bellevue Second I Precinct) es un distrito electoral ubicado en el condado de Sarpy en el estado estadounidense de Nebraska. En el Censo de 2010 tenía una población de 3910 habitantes y una densidad poblacional de 705,12 personas por km².

## Geografía
Bellevue Second I se encuentra ubicado en las coordenadas 41°8′28″N 95°57′23″O / 41.14111, -95.95639. Según la Oficina del Censo de los Estados Unidos, Bellevue Second I tiene una superficie total de 5.55 km², de la cual 5.5 km² corresponden a tierra firme y (0.75%) 0.04 km² es agua.

## Demografía
Según el censo de 2010, había 3910 personas residiendo en Bellevue Second I. La densidad de población era de 705,12 hab./km². De los 3910 habitantes, Bellevue Second I estaba compuesto por el 75.5% blancos, el 9.05% eran afroamericanos, el 0.72% eran amerindios, el 2.71% eran asiáticos, el 0.26% eran isleños del Pacífico, el 3.45% eran de otras razas y el 8.31% pertenecían a dos o más razas. Del total de la población el 11.61% eran hispanos o latinos de cualquier raza.